# Certismus
Certismus [lat. „certus“ = sicher] ist in der Wissenschaftstheorie im Gegensatz zum Fallibilismus eine Grundsatzposition, die zum Programm erhebt, die Geltung von Erkenntnis durch das Prinzip der zureichenden Begründung auf einen sicheren Anfangspunkt („archimedischer Punkt“) zurückzuführen, etwa durch einen deduktiven Beweis. Als Vertreter werden angesehen: von Aristoteles über Euklid, von Immanuel Kant und Hegel bis hin zu Hugo Dingler, Bertrand Russell und Rudolf Carnap.
Der Begriff wurde von Helmut Spinner eingebracht, der die im Kritischen Rationalismus übliche Alternativsetzung Kritizismus vs. Dogmatismus durch die philosophisch angemessene Alternative Fallibilismus vs. Certismus ersetzt hat. Spinner führt in der Philosophiegeschichte den Ursprung des Certismus auf Parmenides zurück, der mit der Einführung von Ideen des Rechtsdenkens in die Erkenntnistheorie diese erst begründet habe. Trotz des Verzichts auf ein sicheres Fundament der Erkenntnis sei freilich auch der Fallibilismus selbst nicht ohne eine Grundlagenproblematik, die diesem zu lösen aufgegeben sei.
Mit der Alternative Fallibilismus vs. Certismus werden in der Erkenntnistheorie die begründungsorientierten den widerlegungsorientierten Positionen einander gegenübergestellt. Da jedoch nicht alle begründungsorientierten Konzeptionen unbedingt auf eine Letztbegründung, d. h. eine absolut sichere oder gewisse Erkenntnisgrundlage hinzielen, ist fraglich, ob diese Alternative wirklich erschöpfend sei, d. h. ob mit dem Begriff „Certismus“ alle nicht-fallibilistischen Positionen zutreffend charakterisiert seien. Insofern markiert Certismus (im Sinne von „absolut sicherem Fundament“) lediglich den Extremtypus einer begründungsorientierten Erkenntnistheorie.